# Euselasia pellonia
Euselasia pellonia is een vlindersoort uit de familie van de prachtvlinders (Riodinidae), onderfamilie Euselasiinae.
Euselasia pellonia werd in 1919 beschreven door Stichel.